# Кеда (посёлок)
Ке́да — посёлок городского типа в Аджарии, центр Кедского муниципалитета.
Расположен на реке Аджарисцкали (приток реки Чорохи), в 41 км к востоку от Батуми.
В советское время в посёлке работали чайная фабрика, молочный и лесопильный заводы, сельскохозяйственный техникум.